# Baudouin Eschapasse
 (février 2011).
Si vous disposez d'ouvrages ou d'articles de référence ou si vous connaissez des sites web de qualité traitant du thème abordé ici, merci de compléter l'article en donnant les références utiles à sa vérifiabilité et en les liant à la section « Notes et références ».
Baudouin Eschapasse, né en 1971 à Nantes, est un journaliste français. Auteur de plusieurs livres, il fait aujourd'hui partie de la rédaction du Point.

## Biographie et parcours professionnel

### Journalisme
Ancien élève de l'Institut d'études politiques de Paris, titulaire d'un troisième cycle de la faculté de droit de Paris II et de l'Institut français de presse, Baudouin Eschapasse fait ses premières armes à Libération et à La Tribune de l'Expansion avant de collaborer au Nouvel Observateur et au Monde magazine. Membre de la rédaction de Zurban puis grand reporter à Jeune Afrique, il travaille pendant dix ans au magazine Historia. Il a parallèlement animé pendant plusieurs années la rubrique philosophique du journal Atmosphères. Contributeur à la Revue du CNRS, Baudouin Eschapasse a été responsable de la section « grand reportage » du magazine L'Optimum. Il a été associé au lancement de Ça m'intéresse/Histoire, au sein du groupe Prisma Presseet a également été rédacteur en chef du magazine King.
Baudouin Eschapasse débute en radio comme stagiaire aux côtés de Roberto Burgos sur Radio Latina. Il anime de 1993 à 1998 une émission littéraire, intitulée « le Canapé livre » sur Génération FM (88,2 MHz). Pour la télévision, il a travaillé pour Canal Jimmy et Arte.
Il enseigne à la fois au Centre de formation et de perfectionnement des journalistes (CFPJ) de la rue du Louvre à Paris et à l'École supérieure de journalisme de Lille (ESJ).

### Édition

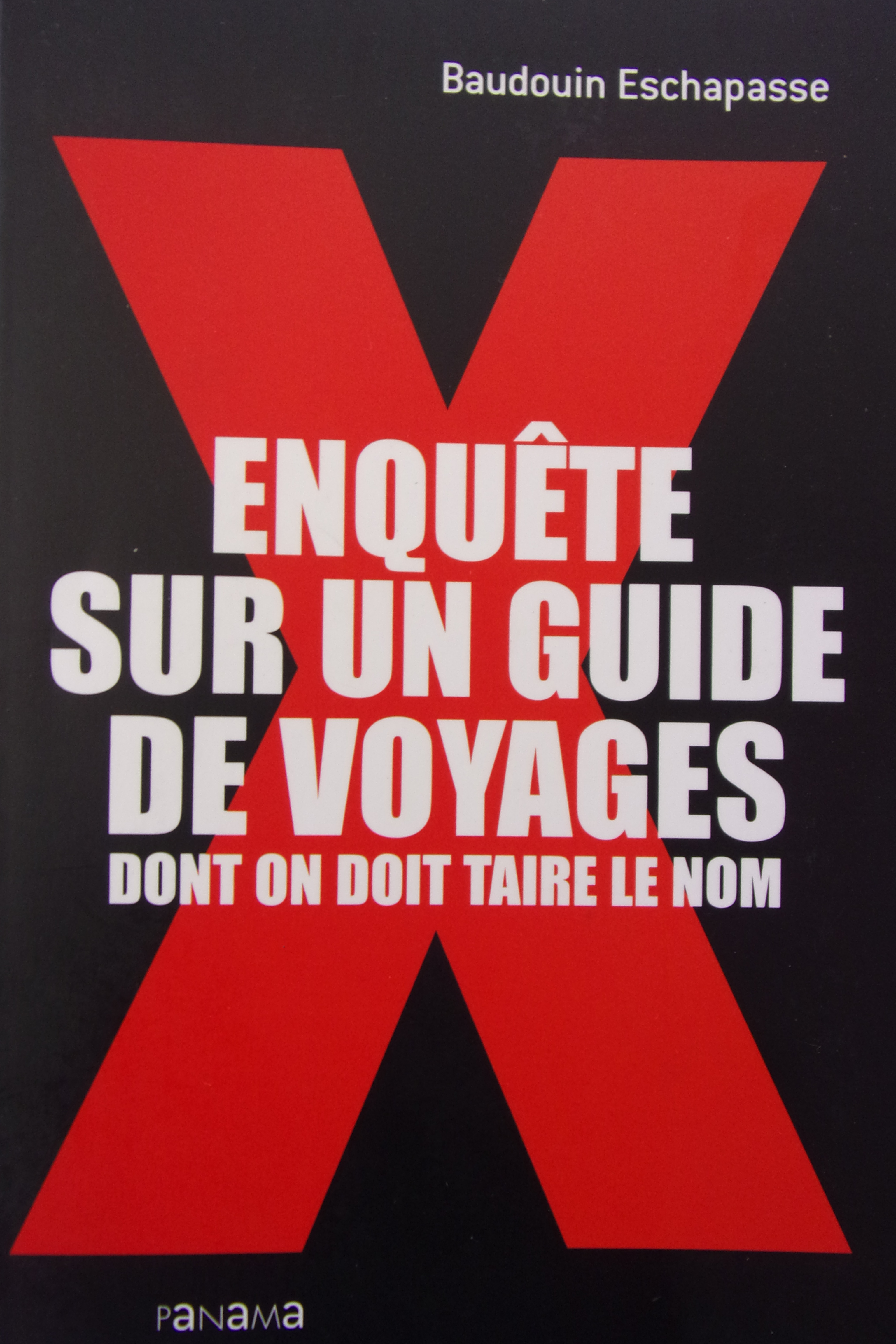
Page de couverture de Enquête sur un guide de voyages dont on doit taire le nom.

En 2006, Baudouin Eschapasse publie une enquête au vitriol sur le Guide du routard,. Cet essai suscite une polémique largement relayée par les médias, notamment en raison de la réaction que provoque cette publication chez Philippe Gloaguen, cofondateur de la collection de guides,.
L'année suivante, il explore les coulisses de l'UMP à l'occasion de la campagne présidentielle, un autre journaliste, Aymeric Mantoux, faisant de même avec le PS.
En 2008, il se penche sur le pèlerinage de Lourdes et exhume des archives des documents inédits sur l'histoire étonnante de la « cité mariale ». Depuis 2014, il est conseiller éditorial aux Ateliers Henry Dougier. Il y développe, notamment, la collection « Le Changement est dans l'R », dont l'objet est de raconter la démarche singulière d’individus ou d’équipes engagé(e)s dans des expériences originales, qui renouvellent et réinventent la société française.
Baudouin Eschapasse a été directeur de la collection « Le changement est dans l'R » aux Ateliers Henry Dougier de 2015 à 2017.
Les éditions Eyrolles ont publié en 2023 une sélection de ses reportages, réalisées pour le magazine Historia, dans le cadre d'un recueil intitulé: l'Histoire de France en 50 villes.

### Engagement associatif
Baudouin Eschapasse a présidé l'association Dire, faire contre le racisme (DFCR) qui a produit douze courts métrages diffusés au Festival de Cannes en 2000. Ces films sont sortis en salle à l'automne 2001 sous le titre Pas d'histoires. Il a longtemps été membre de la rédaction de Droit de vivre, magazine de la Ligue internationale contre le racisme et l'antisémitisme (LICRA).

## Publications
- L'Histoire de France en 50 villes, (collectif), coédition Eyrolles / Historia, Paris, 2023, 336 p.  (ISBN 9782416010682).
- Les Archives secrètes de Lourdes, avec Jean Omnès, Éditions Privé, Paris, 2008, 346 p.  (ISBN 9782350760773).
- Infiltrés, 403 jours au cœur du PS et de l'UMP, avec Aymeric Mantoux, Paris, Éditions Privé, 2007, 381 p.  (ISBN 9782350760698).
- Enquête sur un guide de voyages dont on doit taire le nom, Éditions du Panama, Paris, mars 2006, 282 p. (au sujet du Guide du routard)  (ISBN 9782755701074 et 2-7557-0107-2).
- C'est quoi mes droits ?, (collectif), Hachette Littérature, Paris, 2004, 382 p.  (ISBN 978-2290346389).